# Amt Moorrege
Het Amt Moorrege was een Amt in de Duitse deelstaat Sleeswijk-Holstein. Het omvatte zeven gemeenten in de Kreis Pinneberg. Het bestuur voor het Amt was gevestigd in Moorrege. Per 1 januari 2017 fuseerde het amt met het Amt Haseldorf tot het nieuwe Amt Geest und Marsch Südholstein.

## Deelnemende gemeenten
1. Appen
2. Groß Nordende
3. Heidgraben
4. Heist
5. Holm
6. Moorrege*
7. Neuendeich